# Katharine Pyle
Katharine Pyle (* 23. November 1863 in Wilmington, Delaware; † 19. Februar 1938 ebenda) war eine amerikanische Künstlerin, die als Illustratorin, Lyrikerin und Kinderbuchautorin tätig war.

## Leben

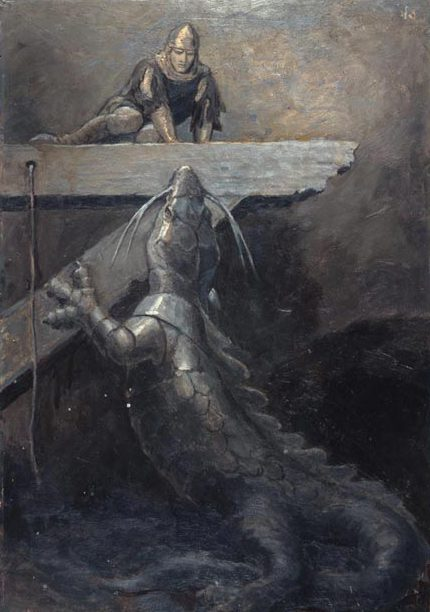
Dragon rearing up to reach medieval knight on ledge. Katharine Pyle, 1932

Sie wuchs in Wilmington als jüngstes von fünf Kindern auf. Ihre Eltern William Pyle (1820–1892) und Margaret Churchman Painter Pyle (1828–1885) stammten beide aus alteingesessenen Wilmingtoner Quäkerfamilien. Ihre Geschwister waren der älteste Bruder und Illustrator und Autor Howard Pyle (1853–1911), Clifford (1857–1910), Walter (1859–1918) und Phoebe (1855–1857), die im Kleinkindalter starb. Sie besuchte die Women's Industrial School und studierte anschließend am Drexel Institute of Art, Science and Industry (heute: Drexel University), an dem ihr Bruder lehrte. Außerdem besuchte sie die Philadelphia School of Design for Women und die Art Students League of New York, wo sie insgesamt in den 1890er Jahren vier Jahre lebte.
Nach ihrer Rückkehr aus New York ließ sie sich bis zu ihrem Tod in ihrem Geburtsort nieder. Mit ihren Werken war sie auf der World’s Columbian Exposition 1893 in Chicago vertreten und war Mitglied der Wilmington Society of Fine Arts. Pyle setzte sich für soziale Reformen, insbesondere im Bereich des Jugendstrafrechts ein und war in ihrer Gemeinde, der auch ihre Eltern angehört hatten, der Swedenborgian Church of North America, aktiv.
Als Autorin erreichte sie Anerkennung für ihre Kurzgeschichten, Gedichte und Werke für Kinder. Außerdem interpretierte sie zahlreiche von ihr zusammengestellte Mythen und Märchen neu. Ihre Werke umfassen unter anderem The Counterpane Fairy (1898), The Christmas Angel (1900), Tales of Wonder and Magic (1920), Tales from Greek Mythology (1928) und Charlemagne and his Knights (1932). Im Laufe ihres Lebens verfasste und illustrierte sie mehr als 50 Kinderbücher. Mit Once Upon a Time in Delaware (1911) schrieb sie ein Kinderbuch mit ausgewählten Ereignissen aus der Geschichte Delawares und verfasste mit The Story of Delaware, A New and Careful History of Our State eine Historie, die 1924 als Serie in der Wilmington Sunday Morning Star erschien.
Pyle illustrierte neben vielen ihrer eigenen Werke auch Bücher anderer Autoren, unter anderem die ihres Bruders. Daneben porträtierte sie prominente Personen ihrer Zeit, darunter Mitglieder der Familie DuPont.
Ihr Grab befindet sich auf dem Wilmington and Brandywine Cemetery. Das Delaware Art Museum widmete ihr von Februar bis September 2012 eine Retrospektive.

## Werke (Auswahl)
- The Wonder Clock[1] (1888), mit Howard Pyle
- In Sunshine Land (1895), mit Edith Matilda Thomas
- The Counterpane Fairy[4][7] (1898)
- Prose and Verse for Children (1899)
- The Christmas Angel[4] (1900)
- Careless Jane, and Other Tales[8] (1902)
- Stories of Humble Friends[8] (1902)
- Fairy Tales from Many Lands[8] (1911)
- Once Upon a Time in Delaware[4] (1911), mit Emily P. Bissell
- Once Upon a Time in Rhode Island[8] (1914)
- Two Little Mice: and Others (1917)
- Tales of Folk and Fairies (1919)
- Tales of Wonder and Magic[4] (1920)
- Wonder Tales from Many Lands[8] (1920)
- Lazy Matilda: and Other Tales[8] (1921)
- The Pearl Fairy Book (1923)
- The Story of Delaware[7] (1924)
- Fairy Tales from India (1926), mit Mary Eliza Isabella Frere
- Tales from Greek Mythology[4] (1928)
- Tales from Norse Mythology (1930)
- Heroic Tales from the Norse (1930)
- Charlemagne and His Knights[4] (1932)
- Nancy Rutledge (1934)
- Theodora[9] (1935), mit Laura Spencer Portor Pope